# Oural dans la planification nazie

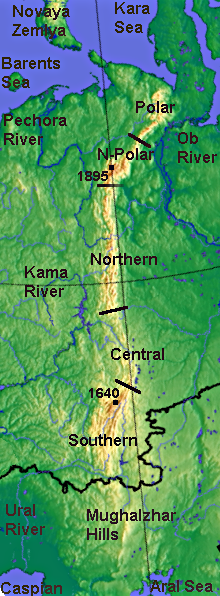
Carte des montagnes de l'Oural.

Les montagnes de l'Oural jouèrent un rôle de premier plan dans la planification nazie. Adolf Hitler et le reste des chefs nazis firent référence de nombreuses fois à cet objectif stratégique du Troisième Reich faisant suite à une victoire décisive sur le front oriental contre l'Union soviétique.

## Comme concept géographique
En 1725, Philip Johan von Strahlenberg utilisa pour la première fois les montagnes de l'Oural comme limite orientale de l'Europe. Depuis vers 1850, la plupart des cartographes considéraient l'Oural, le fleuve Oural et les territoires au sud d'eux comme la limite orientale de l'Europe, reconnue géographiquement comme un sous-continent de l'Eurasie.
Les Nazis rejetèrent l’idée selon laquelle ces montagnes délimitaient la frontière de l’Europe, du moins dans un sens culturel sinon géographique. La propagande nazie et les dirigeants nazis qualifièrent à plusieurs reprises l'Union soviétique d’ « État asiatique » et assimilèrent les Russes à la fois aux Huns et aux Mongols, les décrivant comme des « sous-hommes » (Untermenschen). Les médias allemands dépeignirent les campagnes allemandes à l'est comme nécessaires pour assurer la survie de la culture européenne contre cette « menace asiatique »,. Le 16 juillet 1941, lors d’une grande conférence où étaient exposés les principaux aspects de la domination allemande dans les territoires occupés de l'Europe de l'Est, Hitler souligna devant les participants (Martin Bormann, Hermann Göring, Alfred Rosenberg et Hans Lammers) que « l'Europe d’aujourd'hui n'était plus qu'un terme géographique; en réalité, l'Asie s'étendait jusqu'à nos frontières ».
Hitler exprima également sa conviction que, dans l'Antiquité, le concept d'« Europe » était limité à la pointe sud de la péninsule grecque et ensuite avait été « confondue » avec les frontières en expansion de l'Empire romain. Il déclara que si l'Allemagne gagnait la guerre, la frontière de l'Europe « s'étendrait vers l'est jusqu'à la colonie allemande la plus éloignée».
Dans le but d'influencer la politique nazie, le politicien fasciste norvégien Vidkun Quisling rédigea un mémorandum à l'intention des Allemands « Aide-mémoire sur la question russe » (Denkschrift über die russische Frage), qui exprimait ses propres idées sur la « question russe », qu'il décrivait comme « le principal problème de la politique mondiale aujourd'hui ». Il soutenait le Dniepr comme une ligne de démarcation entre l’Europe occidentale ("Germania") et la Russie. Cela nécessiterait la division de l'Ukraine, mais il soutenait que cela « pouvait être défendu à partir de perspectives géographiques et historiques ».

## Planifié comme une frontière
Albert Speer relata un épisode de 1941 dans ses mémoires d'après-guerre dans lequel il avait observé les premières ruminations d'Hitler sur l'Oural. Le ministre soviétique des Affaires étrangères, Viatcheslav Molotov, s'était rendu à Berlin à la mi-novembre 1940 pour discuter des relations germano-soviétiques avec Hitler et Joachim von Ribbentrop. Bien avant cette réunion, Hitler avait décidé d'attaquer l'Union soviétique le printemps suivant, ordonnant à la Wehrmacht d'élaborer un plan militaire qui deviendrait plus tard l'opération Barbarossa. Quelques mois plus tard, un adjudant de l'armée signala à Speer qu’une simple ligne de crayon tracée par Hitler sur son globe terrestre au Berghof, courant du nord au sud en longeant les montagnes de l'Oural, indiquait la future frontière de la sphère d'influence de l'Allemagne avec celle du Japon.
Hitler mentionna également à plusieurs reprises l'Oural dans ses discussions de table enregistrés ; à une occasion, il raconta comment d'autres personnes l'avaient interrogé sur le fait qu'il s'agissait d'une frontière suffisamment à l'est pour que les Allemands puissent s’y avancer. Il confirma cet objectif, mais souligna que l'objectif principal était « d'éradiquer le bolchevisme » et que de nouvelles campagnes militaires seraient menées dans ce but si nécessaire. Il déclara plus tard que Joseph Staline serait prêt à perdre la Russie européenne s'il ne parvenait pas à « résoudre ses problèmes » et « risquait ainsi de tout perdre ». Il se disait convaincu qu'il serait impossible pour Staline de reprendre l'Europe depuis la Sibérie, en se comparant hypothétiquement reprenant l'Allemagne s'il était refoulé en Slovaquie, et que l'invasion allemande de l'Union soviétique, alors en cours, « provoquerait la chute de l'empire soviétique ». Lors d'une discussion avec le ministre danois des Affaires étrangères Scavenius, le 2 novembre 1942, le ministre allemand des Affaires étrangères Ribbentrop déclara que les Allemands s'attendaient à ce que la Russie asiatique se divise en plusieurs « républiques paysannes » inoffensives après que l'Allemagne eut occupé les territoires européens du pays.
Le 16 septembre 1941, Hitler mentionna à l'ambassadeur d'Allemagne à Paris, Otto Abetz, que « la nouvelle Russie jusqu'à l'Oural » deviendrait l'Inde de l'Allemagne, mais qu'en raison de sa proximité géographique avec l'Allemagne, elle serait beaucoup plus avantageuse pour les Allemands que l'Inde ne l’était pour la Grande-Bretagne.
Lors de la conférence du 16 juillet 1941 mentionnée précédemment, il avait été décidé que, pour « assurer la sécurité du Reich », aucune puissance militaire non allemande ne serait plus jamais autorisée à l'ouest de l'Oural (y compris les milices autochtones non russes), même si cela signifiait la guerre pour les cent prochaines années. Les futurs successeurs d’Hitler devaient en être informés, si nécessaire. Cela devait être fait pour empêcher toute puissance occidentale hostile à l'Allemagne de conspirer contre elle avec ses voisins orientaux à l'avenir, comme les Français l'avaient supposément fait avec les Turcs et comme les Britanniques étaient en train de le faire avec les Soviétiques. Aussi, aucun État russe organisé ne serait autorisé à exister à l'ouest de cette ligne, ce que Hitler précisa comme une ligne en fait située à 200–300 km à l'est des montagnes, aux environs du méridien 70° de longitude est proposé par les Japonais comme limite ouest de leur propre influence.
Heinrich Himmler expliqua comment il avait envisagé les montagnes lors de ses discours de Posen en 1943. Il déclara que la « race germanique » devrait progressivement s'étendre jusqu'à cette frontière, de sorte que, dans plusieurs générations, cette « race supérieure », comme race dirigeante de l'Europe, soit à nouveau prête à « reprendre les batailles du destin contre l'Asie », qui étaient « sûres de survenir à nouveau ». Il déclara que la défaite de l'Europe signifierait « la destruction du pouvoir créateur de la terre ».
L'Oural fut noté comme un objectif lointain du Generalplan Ost, le schéma global de colonisation nazie de l'Europe de l'Est.

## «Frontière vivante»
Hitler rejeta par la suite ces montagnes comme une frontière adéquate, disant qu'il était absurde que « ces montagnes de taille moyenne » représentassent la frontière entre les « mondes européen et asiatique », affirmant qu'il serait tout aussi possible d'accorder ce titre à l'un des grands fleuves russes. Il expliqua que seul un « mur [racial] vivant » de combattants aryens ferait office de frontière et permettrait de maintenir un état de guerre permanent à l'Est afin de « préserver la vitalité de la race ».

« La vraie frontière est celle qui sépare le monde germanique du monde slave. Il est de notre devoir de le placer là où nous la souhaitons. Si quelqu'un demande d’où nous obtenons le droit d'étendre l'espace germanique à l'est, nous répondons que, pour une nation, la conscience de ce qu'elle représente porte ce droit. C'est le succès qui justifie tout. La réponse à de telles questions ne peut être que de nature empirique. Il est inconcevable qu'un peuple supérieur ne vive douloureusement sur un territoire trop petit pour lui, tandis que des masses amorphes, qui ne contribuent en rien à la civilisation, occupent une étendue infinie d'un sol qui compte parmi les plus riches du monde... Il faut créer des conditions pour notre peuple qui soient favorables à son expansion et nous devons en même temps construire une digue contre les flots de population en Russie […] Puisqu'il n'y a pas de protection naturelle contre de tel flots, nous devons la créer avec un mur vivant. Une guerre permanente sur le front oriental contribuera à former une race d'hommes sains et nous empêchera de retomber dans la douceur d'une Europe repliée sur elle-même. Nous devrions pouvoir contrôler cette région à l'est avec deux cent cinquante mille hommes accompagnés d’un groupe de bons administrateurs… Cet espace en Russie doit toujours être dominé par les Allemands. »

— Adolf Hitler
Hitler avait déjà utilisé le thème du « mur vivant » dès Mein Kampf (publié en 1925-1926). Il y présentait le futur État allemand placé sous l'autorité du national-socialisme comme une « maison paternelle » (Vaterhaus), un lieu sûr permettant de conserver les « bons éléments humains » et d'éloigner ceux qui étaient indésirables. Ce bâtiment métaphorique devait avoir des fondations solides et solidaires (Fundamente) et des murs (Mauern) et ne pourrait être protégé que par un mur vivant (lebendige Mauer) composé de citoyens allemands patriotes et fanatiques.
L'idée devint de plus en plus présente dans l'esprit d'Hitler au fur et à mesure de la guerre. Le 10 décembre 1942 (alors que la bataille de Stalingrad se retournait au détriment des Allemands), il déclara à Anton Mussert, un collaborateur nazi néerlandais, que « les vagues asiatiques menaçaient de envahir l'Europe et d'exterminer les races supérieures », et que cette menace pourrait seulement être contrée par la construction de murs et des combats sur la durée. Le 20 avril 1943 (anniversaire d’Hitler), il eut une discussion avec Albert Speer et Karl-Otto Saur à propos d'un plan qu'il avait personnellement dessiné pour une casemate de six personnes destinée à être utilisée sur le mur de l'Atlantique, comportant des mitrailleuses, un canon antichar et des lance-flammes. Il indiqua que cette conception devait également être utilisée à des fins de défense à la « frontière orientale ultime de l'Allemagne loin au sein de la Russie » - si l'Axe avait complètement vaincu les Soviétiques, la possibilité aurait pu peut-être exister que des forces soviétiques subsistent, ou alors se seraient trouvées les extrémités des territoires de la sphère de la coprospérité du Japon impérial au nord-ouest de la partie continentale sibérienne, au-delà d'une telle frontière.

## Plans associés
Diverses agences allemandes assumèrent différentes frontières à l’est.
La planification administrative réalisée par Alfred Rosenberg d'avril à juin 1941 en tant que plénipotentiaire pour le traitement central des questions de l'espace est-européen (champs de responsabilité du futur ministère des Territoires occupés de l'Est) pour les territoires à conquérir en Union soviétique, les districts civils envisagés du Reichskommissariat furent largement fondés sur les frontières des oblasts et républiques autonomes soviétiques préexistants, en particulier dans le Reichskommissariat de Moscou. Cela comprenait même un territoire à l'est des montagnes, comme la région de Sverdlovsk.
La Wehrmacht allemande présupposa une frontière est au niveau de la ligne Arkhangelsk-Astrakhan (une limite le long de la Volga entre ces deux villes), qui était l'objectif militaire de l'opération Barbarossa.
Dans le dernier traité avec le Japon, les Japonais proposèrent d'attribuer aux Allemands et aux Italiens toute l'Afro-Eurasie située à l'ouest du 70e méridien est en cas d'effondrement total de l'URSS, mais après négociations, la frontière fut changée pour le fleuve Ienisseï.